# アミュプラザくまもと

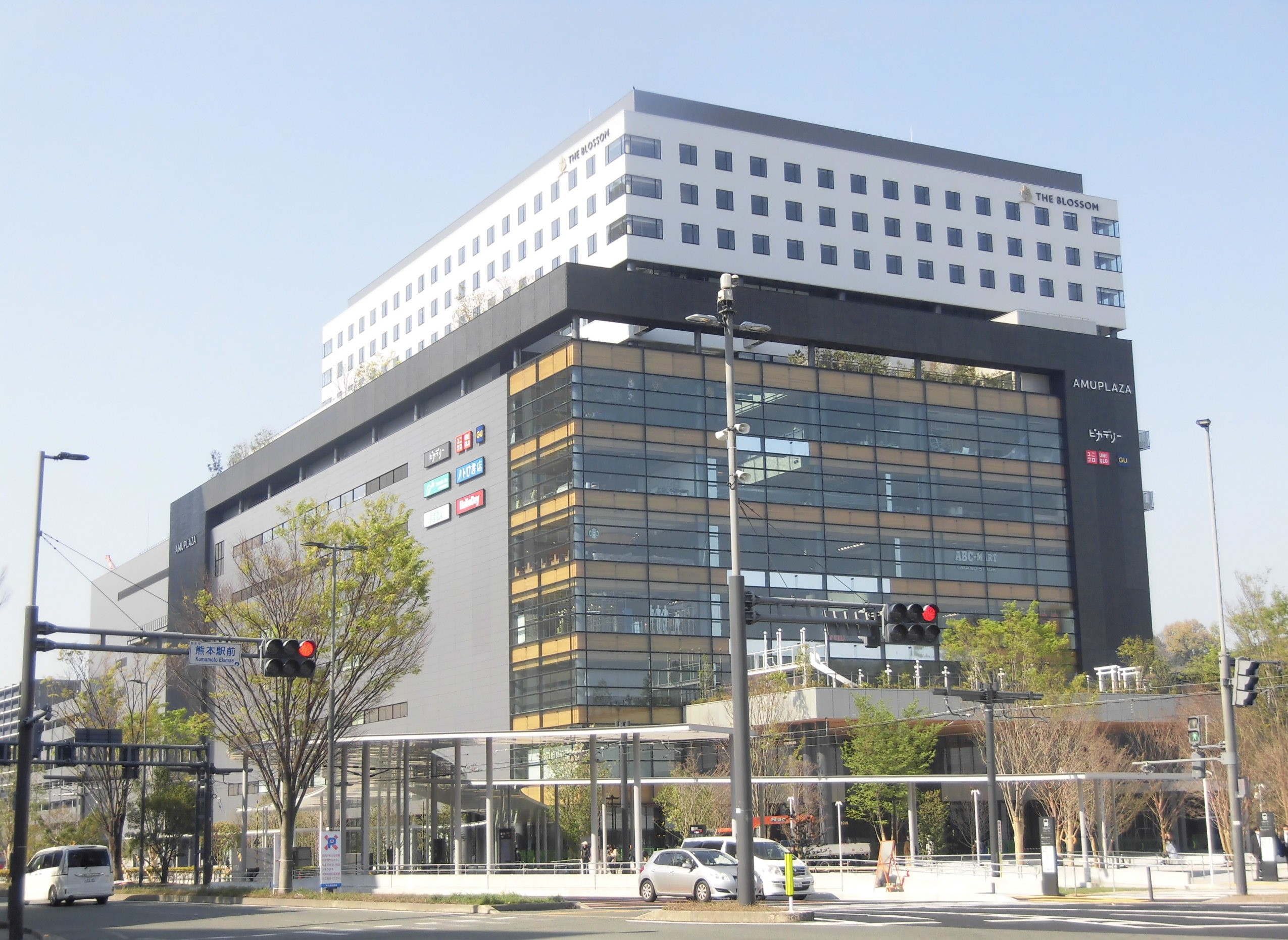
アミュプラザくまもと JR熊本駅ビル（JRくまもとシティの熊本駅ビルエリア）

アミュプラザくまもとは、熊本県熊本市西区の熊本駅直結の駅ビル型大型複合商業施設・ファッションビル。運営は九州旅客鉄道（JR九州）の子会社のJR熊本シティ。ここでは当施設を核とし、それに付随する商業施設などを含めたJRくまもとシティ についても記述する。

## 概要
2021年4月23日に全面開業した。JR九州が九州各都市に展開する「アミュプラザ」シリーズの中では7番目の展開で、JR博多シティのアミュプラザ博多に次ぐ規模を誇る。2011年3月に九州新幹線鹿児島ルートが全線開通したが、熊本駅はもともと下通などの市の中心市街地から離れた場所に位置しており、駅周辺の商業施設も少なかったことから新幹線開業の経済効果を生かせない状況であった。そのため、2019年の熊本駅の在来線高架化に伴い駅周辺の再開発事業が開始された。アミュプラザくまもとはその一環となり、熊本の玄関口となる駅の核として期待されているほか、熊本城と並び2016年に発生した熊本地震復興のシンボルとして5年目の節目となる2021年4月23日に開業した。
株式会社JR熊本シティが運営する「アミュプラザくまもと」内の5つの商業施設（JR熊本駅ビルエリア・肥後よかモン市場・JR熊本駅高架下北・JR熊本春日南ビル・JR熊本白川ビル） と、JR九州ホテルズ株式会社が管理する「ザ・ブラッサム熊本」などの施設を合わせて、総店舗数が261店舗、総店舗面積が約49,000m²にも及ぶ大型商業施設「JRくまもとシティ」を形成している。
JR熊本駅ビルは地下1階地上12階建て、延べ床面積約11万平方mの複合商業ビルであり、186のテナントが入居する。1階から7階までは吹き抜け構造となっており「水と緑の立体庭園」が設置され、7階と8階はシネマコンプレックスと結婚式場となり、9階から上はホテルとして利用される。3階には建物から張り出した屋根上の庭園「おおやねテラス」があり、庭園内には熊本城内の神社である加藤神社の分祠「アミュプラザくまもと加藤神社」が建立されている。また、屋内に同市出身の漫画家・尾田栄一郎による『ONE PIECE』の大型イラストが展示されている。
開業時には熊本市交通局が500円分のショッピングチケットを付けた熊本市電のモバイル1日乗車券を通常の1日乗車券と同額（500円）で500枚限定で発売した。

## 沿革
- 2013年（平成25年）
  - 12月24日 : 九州旅客鉄道（JR九州）が、熊本駅構内の「0番線」ホームや駅前のホテル敷地等の自社所有地に大規模な駅ビルを開発する考えを明らかにする。熊本駅の鹿児島本線等高架化事業が終了する2018年度をめどに事業に着手し、2020年の完成を目指し、商業、オフィス、娯楽機能の集積に加え、周辺に住宅も整備していく方針を示す。
- 2015年（平成27年） : JR九州より「0番ホーム」跡地に加え、新たに熊本駅の南区画を併せて、7haに規模を拡大する方針が示される。これにより、鹿児島中央駅や大分駅の商業施設の規模を上回り、博多駅に次ぐ規模の駅ビルが作られることが明らかとなる。
- 2017年（平成29年）
  - 11月 : 駅ビルの概要が発表される。シネコンやホテル、結婚式場などが入る地上12階 - 地下1階の大型ビルとなり、2021年春を完成目標とする[13]。
- 2018年（平成30年）
  - 3月18日 : JR熊本駅構内の商業施設・えきマチ1丁目熊本が、高架化に合わせて肥後よかモン市場としてリニューアルオープン。
- 2020年（令和2年）
  - 2月4日 : 運営会社として「JR熊本シティ」を、JR九州100％出資の子会社として設立[14]。
  - 4月1日 : JR熊本シティが事業開始[14]。
  - 6月 : 駅ビル商業施設の名称がアミュプラザくまもとに決定[15]。
  - 8月 : 駅ビルの名称は「JR熊本駅ビル」、周辺に整備予定の2つのビルの名称は「JR熊本白川ビル」「JR熊本春日南ビル」にそれぞれ決定する[16]。
- 2021年（令和3年）
  - 3月5日 : JR熊本白川ビルが先行開業[1]
  - 4月23日 : アミュプラザくまもと開業[2][17]

## JRくまもとシティの主なテナント

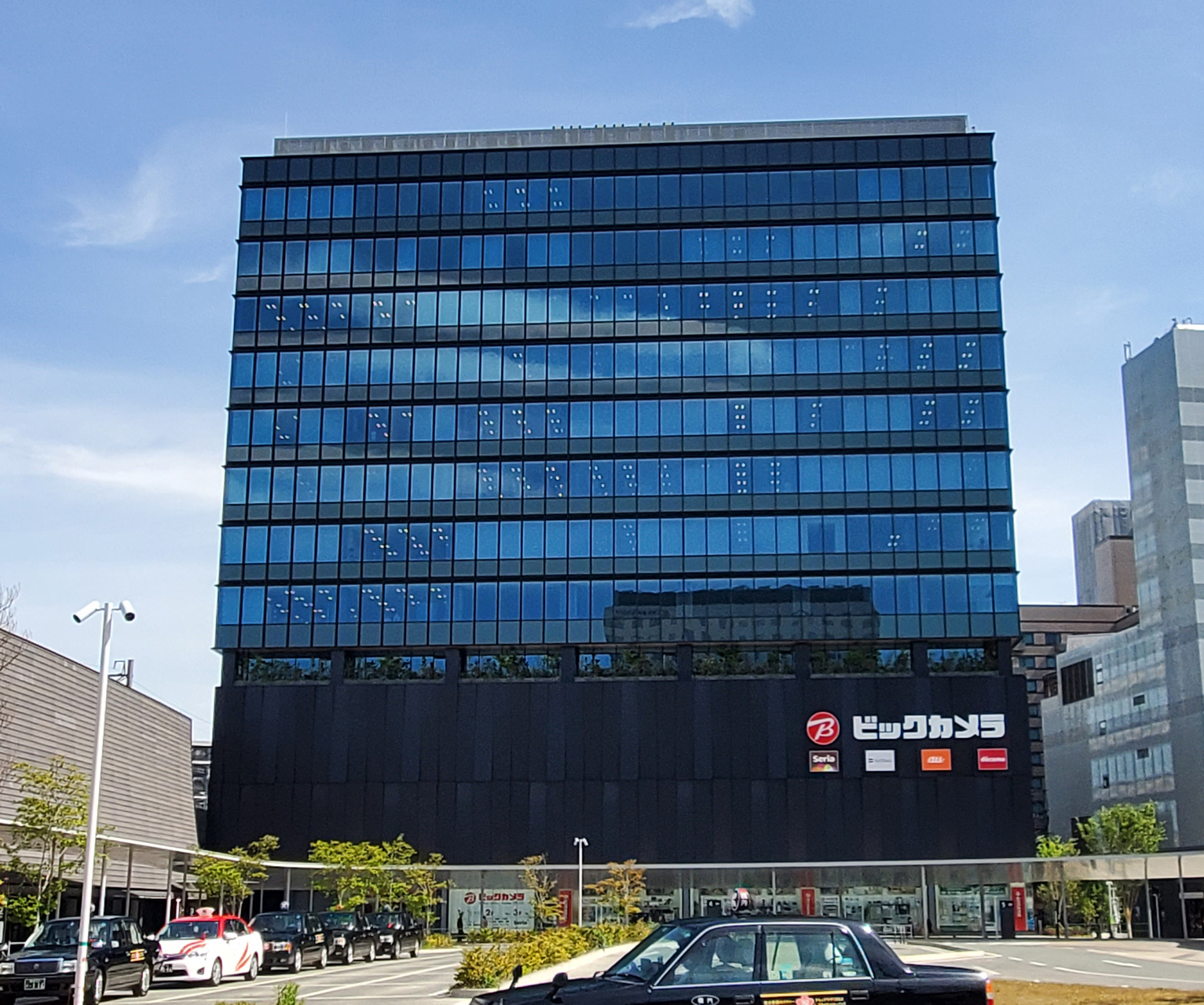
JR熊本白川ビル

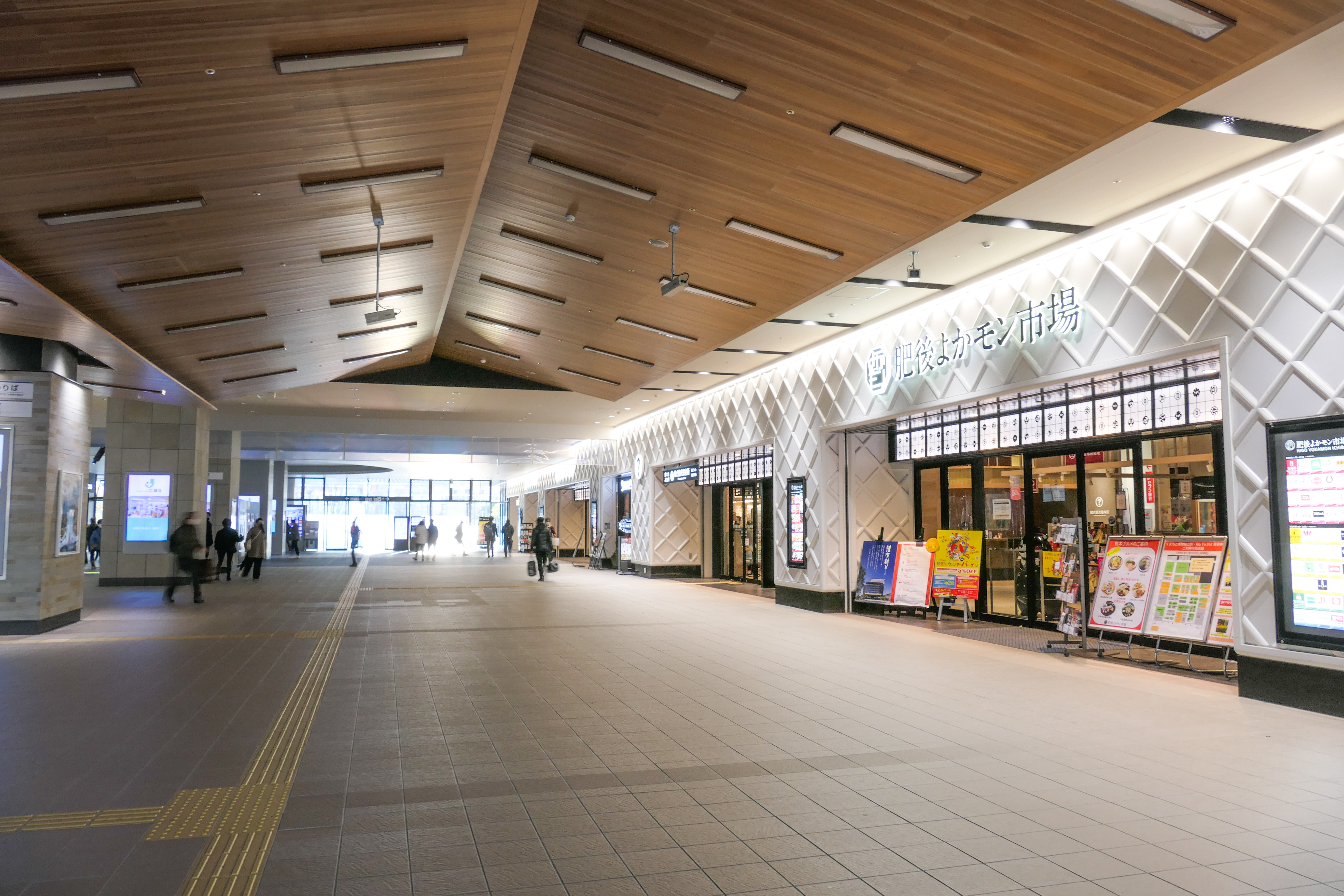
肥後よかモン市場

### アミュプラザくまもと
全254テナント
JR熊本駅ビル内
- ユニクロ
- GU
- Francfranc
- PLAZA
- ハンズビー(ハンズ)
- メトロ書店
- GiGO
- 熊本ピカデリー（松竹マルチプレックスシアターズ）
- ザ・フォレストテラス熊本

JR熊本駅高架下
- 肥後よかモン市場 - 59店舗[19]

JR熊本駅高架下北
- 熊本駅内郵便局
- 肥後銀行/セブン銀行（ATM）
- アパマンショップ熊本駅店
- ファミリーマートJR熊本駅前
- Q-Works KUMAMOTO（JR九州が展開するシェアワーキングスペース）

JR熊本白川ビル内
- ビックカメラ（1F - 3F）
過去：セリア（3F）

JR熊本春日南ビル内
- 駅から百八歩横丁 - 7店舗[19]

### JRくまもとシティのその他の施設
- THE BLOSSOM KUMAMOTO（JR九州グループホテル、JR熊本駅ビル 9-12F）